# Sin City: A Dame to Kill For
Sin City: A Dame to Kill For (hay Frank Miller's Sin City: A Dame to Kill For) là một phim điện ảnh hành động neo-noir tội phạm của Mỹ năm 2014 và là phần tiếp nối của Sin City (2005). Phim có sự tham gia của dàn diễn viên từng đóng trong phần một là Mickey Rourke, Jessica Alba, Rosario Dawson, Jaime King, Powers Boothe và Bruce Willis. Những viên mới tham gia phần này gồm có Josh Brolin, Joseph Gordon-Levitt, Eva Green, Dennis Haysbert, Ray Liotta, Christopher Lloyd, Jamie Chung, Jeremy Piven, Christopher Meloni, Stacy Keach, Lady Gaga, Alexa Vega, Julia Garner và Juno Temple.